# Sagrajas
Sagrajas ist ein Ortsteil der Stadt Badajoz in der spanischen Extremadura.
Sagrajas liegt 185 m ü. NN und hatte 2018 580 Einwohner. Die benachbarten Ortsteile sind Gévora und Novelda del Guadiana.
Am 23. Oktober 1086 fand hier die Schlacht bei Sagrajas zwischen dem Heer der Almoraviden unter Yusuf ibn Taschfin und dem kastilischen Ritterheer unter König Alfons VI. von Kastilien statt. Sie ist besser unter ihrem arabischen Namen als Schlacht bei Zallaqa bekannt.
Bronzezeitliche Spuren finden sich in der Fundgruppe Sagrajas-Berzocana bzw. im "Torques von Sagrajas", einem keltischen Halsring.